# 塞纳河畔克米尼
塞纳河畔克米尼（法語：Quemigny-sur-Seine，法語發音：[kəmiɲi syʁ sɛn]）是法国科多尔省的一个市镇，属于蒙巴尔区。

## 地理
塞纳河畔克米尼（47°39'45"N, 4°40'2"E）面积21.34 平方千米，位于法国勃艮第-弗朗什-孔泰大區科多尔省，该省份为法国中东部省份，北起奥布省，西接涅夫勒省和约讷省，南至索恩-卢瓦尔省，东南接汝拉省，东临上索恩省，东北部与上马恩省接壤。
与塞纳河畔克米尼接壤的市镇（或旧市镇、城区）包括：默尔松、拜尼厄莱瑞夫、艾涅勒迪克、昂皮伊莱博尔德、博诺特、塞纳河畔贝勒诺、迪埃姆、马尼朗贝尔。

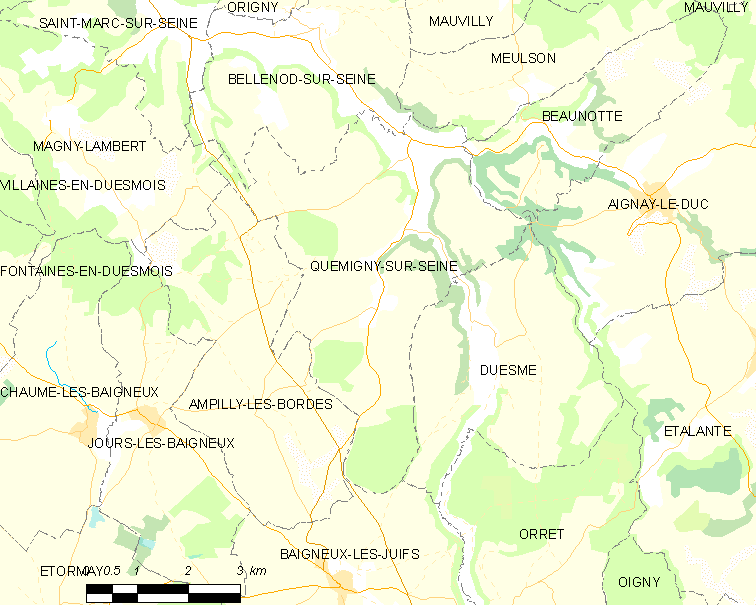
塞纳河畔克米尼的OSM定位图

塞纳河畔克米尼的时区为UTC+01:00、UTC+02:00（夏令时）。

## 行政
塞纳河畔克米尼的邮政编码为21510，INSEE市镇编码为21514。

## 政治
塞纳河畔克米尼所属的省级选区为塞纳河畔沙蒂永县。

## 人口

1962-2008年间塞纳河畔克米尼人口变化图示

塞纳河畔克米尼于2022年1月1日时的人口数量为95人。